# Буткинское Озеро
Буткинское Озеро — деревня в Талицком городском округе Свердловской области, Россия.

## Географическое положение
Деревня Буткинское Озеро Талицкого городского округа Свердловской области находится на расстоянии 55 километров (по автотрассе в 66 километрах) к югу-юго-востоку от города Талица, на южном берегу озера Буткинское.

## Население
| 2002 | 2010 | 2021 |
| ---- | ---- | ---- |
| 274  | ↘168 | ↘126 |